# الجامعة الأمريكية للعلوم والتكنولوجيا
الجامعة الأمريكية للعلوم والتكنولوجيا، (الفرنسية: Université américaine de sciences et technologie والإنجليزية: American University of Science and Technology)، ومعروفة اختصارا (AUST) هي جامعة خاصة لبنانية في بيروت.
تم إنشاء الجامعة الأمريكية للعلوم والتكنولوجيا في منطقة الأشرفية، في بيروت، عام 1989، تحت اسم الكلية الأمريكية العالمية بمرسوم رقم 4897. وفي عام 2000، أصبحت مؤسسة خاصة، اللا طائفية وتعليمية مشتركة للتعليم العالي مرخصة بموجب مرسوم رئاسي لبناني رقم 3585. أما في عام 2007، تم ترخيص المعهد ليصبح بذلك «الجامعة الأمريكية للعلوم والتكنولوجيا» بموجب مرسوم حكومي لبناني رقم 677.
للجامعة أربعة أحرام جامعية، في كل من بيروت وزحلة (البقاع) وصيدا (الجنوب) وعاليه (جبل لبنان). ومنذ إنشاء قسم اللغة الفرنسية في الجامعة، فإن الجامعة الأمريكية للعلوم والتكنولوجيا تعمل على تشجيع البيئة التعليمية في لبنان باللغتين الإنجليزية والفرنسية.
وتقدم الجامعة الأمريكية للعلوم والتكنولوجيا برامج تعليمية تصل إلى شهادات جامعية في إدارة الأعمال والاقتصاد والفنون والعلوم الصحية والهندسة.

## تاريخ
تأسست الجامعة عام 1989، في حي ألفرد النقاش في بيروت، تحت اسم الكلية الأمريكية العالمية بمرسوم رقم 4897، وبموجب ميثاق منحتها اعترافاً حصلت عليه الدكتورة هيام صقر من كلية إمباير ستيت التابعة لجامعة ولاية نيويورك في الولايات المتحدة الأمريكية. وفي 21 مارس 1994، تغير اسم المعهد التعليمي إلى الجامعة الأمريكية للعلوم والتكنولوجيا. أما في 7 أغسطس 2000، فقد أصبحت الجامعة مؤسسة تعليمية غير طائفية، خاصة، للتعليم العالي مرخصة بموجب مرسوم رئاسي من الجمهورية اللبنانية رقم 3585.
تقدم الجامعة كلاً من دورات البكالوريوس والدراسات العليا ودرجاتها في معظم أقسامها باللغتين  الإنجليزية والفرنسية.
== كلياتها ==
كليّة إدارة الأعمال والاقتصاد

وتشمل الإختصاصات التالية: المحاسبة، العلوم المالية، الإدارة الفندقية، إدارة المؤسسات السياحية، الإعلان والتسويق، الاقتصاد، إدارة نظم المعلومات، المعلوماتية الإدارية (بكالوريوس 3 سنوات وماستر سنتين).
كليّة الآداب والعلوم

وتشمل الإختصاصات التالية:
معلوماتية، معلوماتية واتصالات (بكالوريوس 3 سنوات وماستر سنتين).
الفن الزخرفي، التصميم الداخلي، الإعلان، الصحافة، العلاقات العامة، مرئي ومسموع، أدب إنكليزية، ترجمة وتواصل، علاقات دولية (بكالوريوس 3 سنوات).
إجازة تعليمية باللغة الإنكليزية (سنة واحدة) بعد البكالوريوس.
كليّة العلوم الصحية

وتشمل الإختصاصات التالية: تكنولوجيا المختبرات الطبية، علوم المختبرات العيادية، علم البصريات وقياس النظر (البكالوريوس 3 سنوات).

## أساتذة بارزون
- الشاعر هنري زغيب
- الإعلامي نيشان ديرهاروتيونيان
- مصمم الأزياء ماجد بو طنوس

## حديقة العباقرة
في العام 2017 قامت الجامعة الأميركية للعلوم والتكنولوجيا بافتتاح موسمها الثقافي، في حرم الجامعة في بيروت بنشاط تكريمي ثقافي وهو زرع تمثال المفكر والديبلوماسي والسياسي والمساهم في وضع شرعة حقوق الإنسان في الأمم المتحدة اللبناني شارل مالك. وهو التمثال الخامس المزروع في حديقة العباقرة في حرم الجامعة في بيروت إلى جانب تماثيل كل من: الأديب والمفكر اللبناني العالمي جبران خليل جبران، الطبيب اللبناني العالمي مايكل دبغي، الشاعر اللبناني سعيد عقل، وعميد الصحافة اللبنانية غسان تويني.

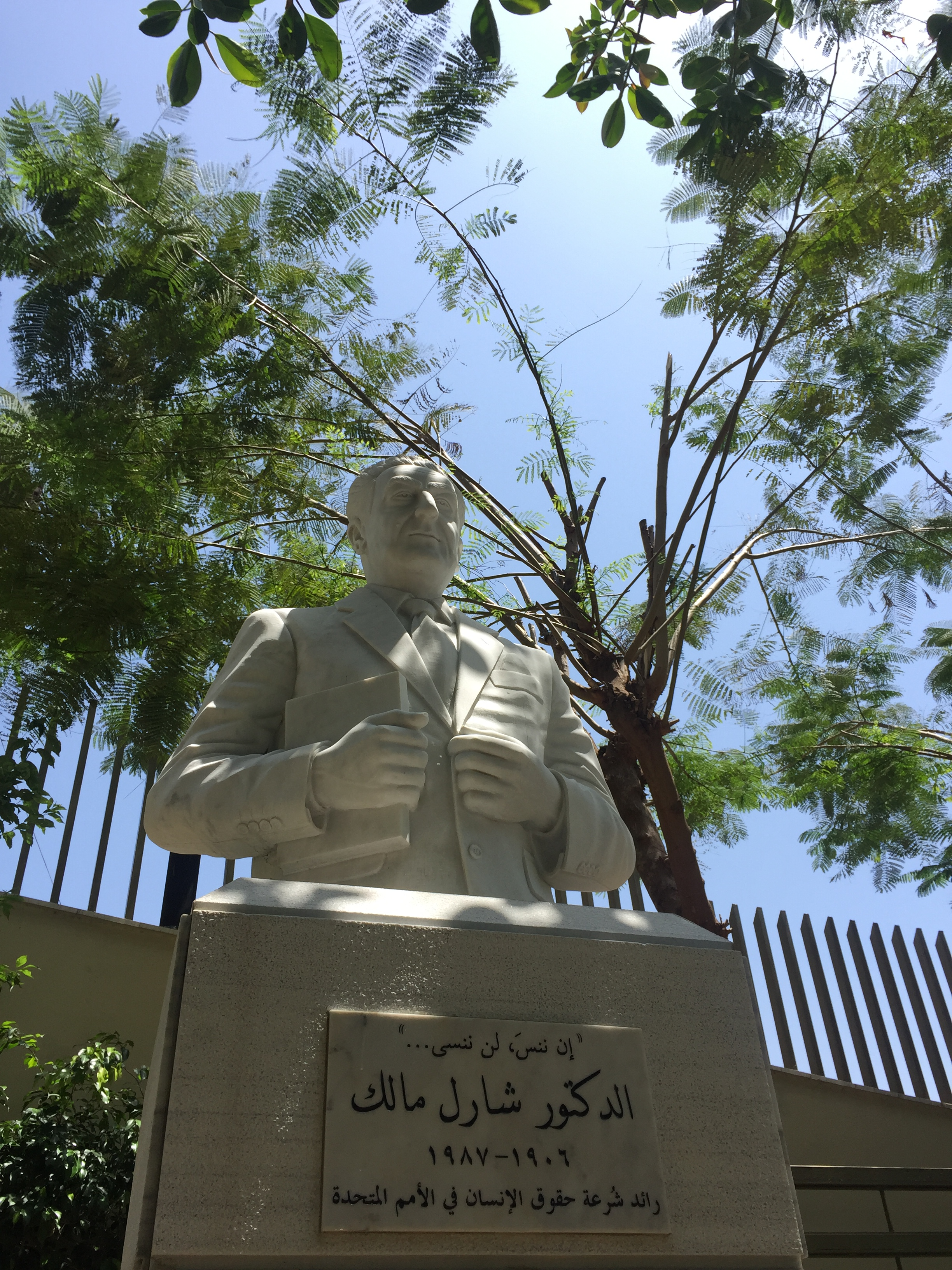
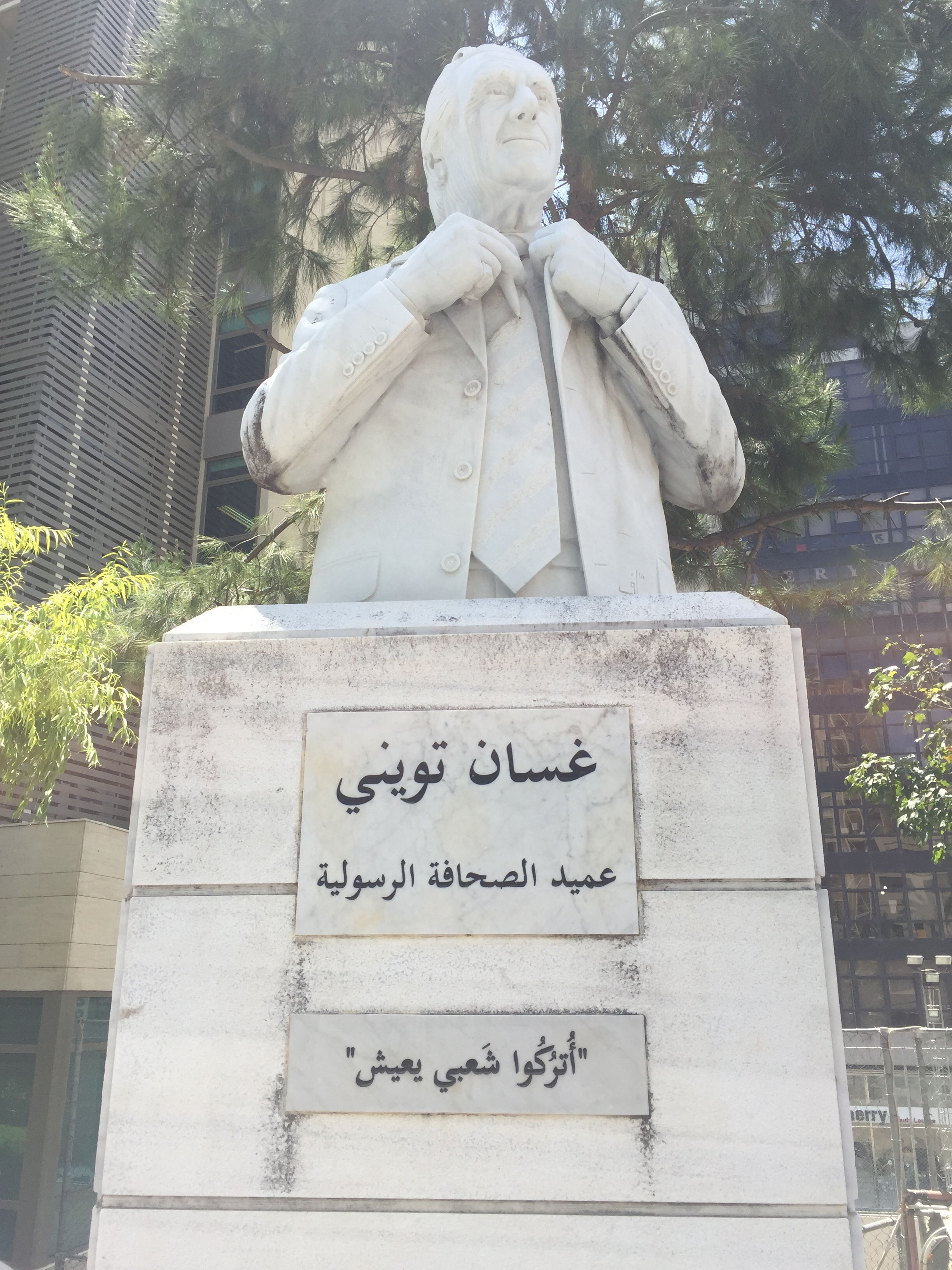
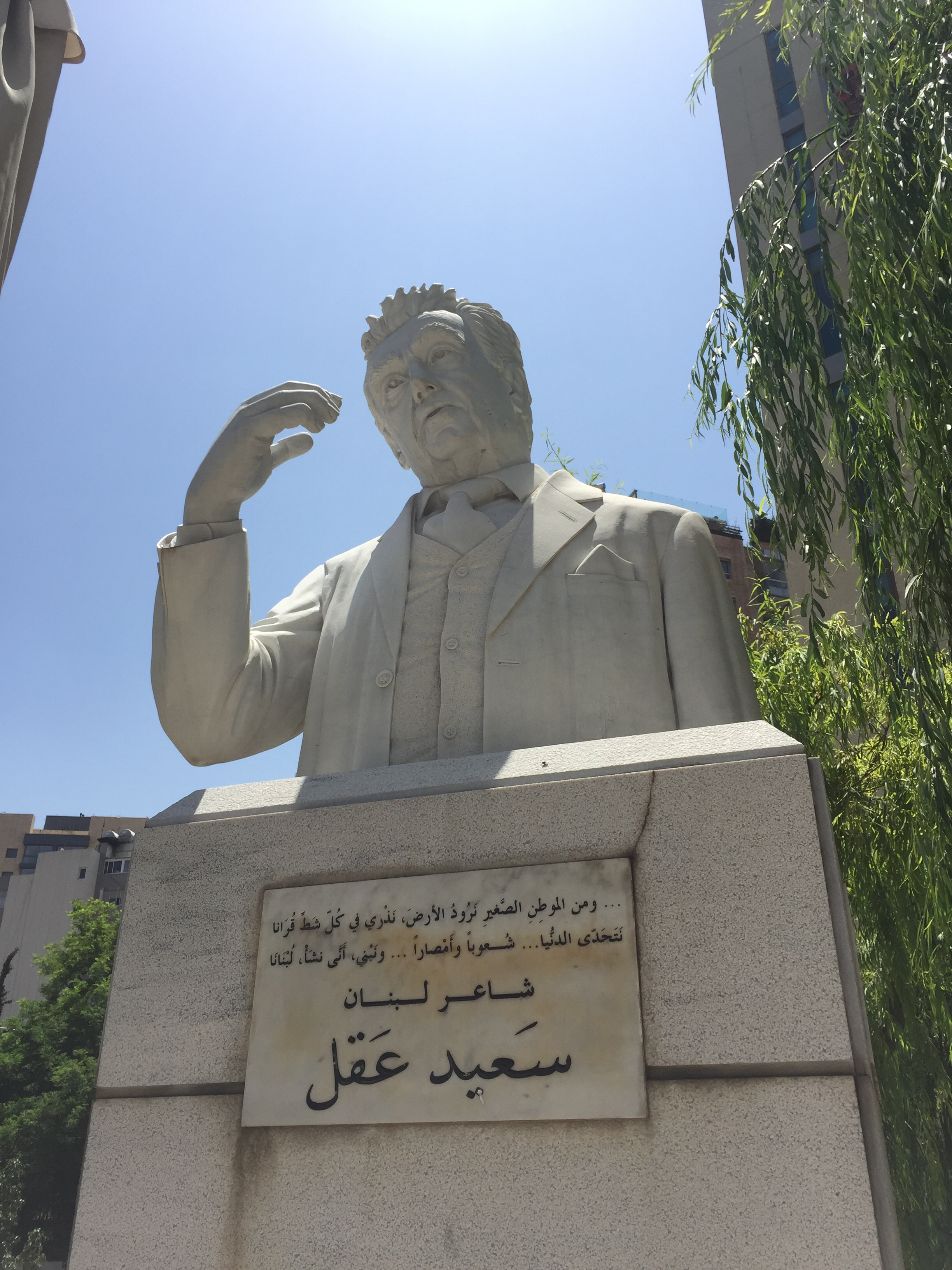

## دكتوراه فخرية
كل عام وخلال حفل تخريج الطلاب، تقوم الجامعة بمنح درجة دكتوراه «شرفيّة» لشخصيات معينة كتعبير عن الشكر أو العرفان بالجميل أو الإنجازات العلمية أو الاجتماعية. وتاليا نجد لائحة بأسماء بعض الشخصيات التي قامت الجامعة الأميركية للعلوم والتكنولوجيا بمنحهم الدرجات التكريمية:
- الأب كايل أليس
- أمين الجميل
- أنطوانيت شارون واترز
- بطرس حرب
- بهية الحريري
- حمد سعيد سلطان الشامسي
- خلف أحمد الحبتور
- سعد الدين الحريري
- سليم صفير
- غسان تويني
- ليلى الصلح حمادة
- منى الياس الهراوي
- مي شدياق

## خريجوها
- الصحافية الأمريكية سيرينا سحيم
- الصحافي علي هاشم
- الفنانة ليال عبود
- الفنانة دانا حلبي